# Schimanski: Tod in der Siedlung
Tod in der Siedlung ist ein Fernsehfilm aus der Kriminalreihe Schimanski der ARD.
Der Film wurde von Colonia Media produziert und am 22. April 2007 zum ersten Mal gesendet. Er ist die 14. Folge der Schimanski-Reihe mit Götz George.

## Handlung
Während Schimanski und Marie-Claire schlafen, explodiert vor ihrer Wohnung ein Fahrzeug und brennt aus. Am Morgen wird im Kofferraum des Wracks die unversehrte Leiche eines Herrn Zimmermann gefunden, der bei der Bundesagentur für Arbeit als Vermittler angestellt war. Beim Einkauf wird Schimanski von der minderjährigen Lena Krawe unsittlich angesprochen, woraufhin er sie zurück in ihre Wohnung bringt, wo ihr Bruder sie aufgrund ihres Verhaltens zurechtweisen will. Als Schimanski heimkehrt, ist Marie-Claire verschwunden, da sie es in seiner Wohnung nicht mehr aushält. Schimanski kommt zufällig am Tatort vorbei und betont gegenüber Hunger und Hänschen, dass nur er das Zeug habe, Fälle seiner Wohngegend aufzuklären. 
Prompt mischt er sich in die Ermittlungen ein und begleitet Hunger zur Ehefrau des Toten, der Ärztin Dr. Karla Zimmermann. Diese verhält sich merkwürdig und verspürt wenig Trauer. Auch auf der Agentur für Arbeit versucht Schimanski, Hunger die Arbeit abzunehmen und beobachtet vom Fenster aus die junge Mutter Alice, die versucht, vor die Straßenbahn zu springen. In letzter Sekunde bewahrt er sie davor und bringt sie heim zu ihrem Freund Ringo, der Arbeit sucht und von ihrem Hartz IV lebt. Wieder einmal besucht er die Krawes aufgrund lauten Streits und findet Lenas Vater mit Handschellen an der Heizung vor. Martin Krawe ist ein arbeitsloser Ingenieur, dessen Frau in der Heilanstalt ist. Seine Kinder respektieren ihn nicht, er ist zu einem Spieler geworden.
Hunger, der gerade seine neue Wohnung einrichtet, hat herausgefunden, dass Zimmermann viele Arbeitslose ins Baugeschäft vermittelte, speziell an einen Bauunternehmer. Dort war vor kurzem ein als Schwarzarbeiter getarnter Journalist auf einem Bau ums Leben gekommen. Nach näheren Nachforschungen stellt sich durch Aussage eines Kollegen raus, dass der Verunglückte auf der Privatbaustelle von Zimmermann umkam und zur Großbaustelle gebracht wurde, um die Umstände zu vertuschen. Nebenbei hat Zimmermann Hartz-IV-Prämien einbehalten und auf einem Konto gespart. Mitunter geschah dies auch durch sexuelle Gegenleistung arbeitsloser Frauen. Durch den Hausbau waren er und seine Frau stark verschuldet, doch vom zur Seite geschafften Geld fehlt jede Spur. Schimanski hat Ringo in Verdacht, da dieser vom Beischlaf mit Zimmermann und seiner Freundin Alice wusste. Dieser hat jedoch ein Alibi, da er zur Tatzeit bei einem Bewerbungsgespräch war.
Nachdem er Krawe beim Spielen beobachtet hat und ihm hilft, wenigstens seine Schuhe zu behalten, erzählt Krawe Schimanski, er habe Zimmermanns Schwarzgeld und dessen Haus beim Spielen gewonnen. Auf der Baustelle sei es zum Streit gekommen und er habe ihn im Affekt ermordet. Doch Schimanski zweifelt, da er das Gefühl hat, Krawe möchte ins Gefängnis. Von Lena erfährt er, dass Frau Dr. Zimmerman ihr bei der Abtreibung geholfen hat und als Dankbarkeit vom Geld ihres Mannes, das er an ihren Vater verloren hatte, ihr erzählt habe. Durch Zufall lernt Schimanski Dr. Zimmermanns Patientin Frau Schwarz kennen, die an Krebs im Endstadium leidet. Sie erzählt ihm, dass Frau Dr. Zimmermann an dem Tattag ihr wie gewöhnlich Schmerzmittel gegeben habe, wovon sie eingenickt sei. Schimanski kommt der Verdacht, dass Zimmermanns eigene Frau die Tat, während Frau Schwarz schlief, begangen habe. Er lässt mit Hunger und Krawes Sohn die Zeit von der Baustelle zur Wohnsiedlung stoppen, da Frau Zimmermann nur das Fahrrad benutzt haben kann. Da das Zeitschema nicht passt, kommt ihm plötzlich der Einfall, dass sie den eingemotteten MG Sportwagen von Frau Schwarz benutzt hat. Es erweist sich als richtige Spur, da der Wagen bei Schimanskis Startversuch für ein lange stillgelegtes Fahrzeug zu schnell ansprang und Bauschmutz an den Reifen hat.
Als sie Dr. Zimmermann festnehmen wollen, sitzt diese gerade bei der verstorbenen Frau Schwarz, der sie absichtlich mit höheren Dosen Schmerzmittel das Leben verkürzt hat. Da diese sie als Erbin eingesetzt hat, hoffte sie, mit dem Erbe ihre Schulden bezahlen zu können. Ringo, der einen Job in der IT-Branche gefunden hat, und Alice werden von Schimanski ins neue Leben verabschiedet. Lenas Vater vermittelt er eine Entziehungskur bei einem bekannten Therapeuten. Zu guter Letzt kehrt Marie-Claire wieder zu ihm zurück.

## Auszeichnungen
Matthias Brandt erhielt für seine Darstellung die Goldene Kamera.

## Hintergrund
Auffallend für diesen Schimanski waren die grafischen kosmetischen Änderungen. So wurde aus dem Plus Markt, der Rius Markt. Auch die Sparkasse im Film bekam einen neutralen Namen, war dennoch am Farbdesign als Sparkasse zu erkennen. So sollte Schleichwerbung vermieden werden.
Am Schluss des Films findet sich noch eine Anspielung auf den ersten Schimanski-Tatort Duisburg Ruhrort von 1981. Dieser beginnt mit einer Szene, in der Schimanski in seiner unaufgeräumten Küche steht, sich Spiegeleier zubereiten will, diese dann aber mangels sauberer Pfanne in ein Glas schlägt und roh trinkt, während er aus seinem Fenster über Duisburg blickt. Am Ende von "Tod in der Siedlung" wird diese Szene noch einmal exakt wiederholt. Die Inneneinrichtung von Schimanskis Wohnung entsprach der von 1981. Als Schimanski aus dem Fenster blickt und das Glas an die Lippen setzt, erblickt er auf der Straße die heimkehrende Marie-Claire.

## Ausstrahlung
Die Free-TV-Premiere erfolgte am 22. April 2007. Insgesamt sahen 6,81 Millionen Zuschauer bei 20,5 Prozent Marktanteil den Film. In der werberelevanten Zielgruppe lag der Marktanteil bei 16,0 Prozent durch 2,24 Millionen Zuschauer.